# Мінья (губернаторство)
Мі́нья (Ель-Мінья, араб. المنيا) — губернаторство (мухафаза) в Арабській Республіці Єгипет. Адміністративний центр — місто Ель-Мінья.
Населення — 4 166 299 осіб (2006).

## Найбільші міста
| № | Місто      | Населення, осіб (2006) |
| - | ---------- | ---------------------- |
| 1 | Ель-Мінья  | 236 043                |
| 2 | Маллаві    | 139 929                |
| 3 | Самалут    | 91 475                 |
| 4 | Бені-Мазар | 79 553                 |
| 5 | Магага     | 75 657                 |
| 6 | Абу-Куркас | 57 892                 |
| 7 | Матай      | 46 903                 |
| 8 | Дейр-Мавас | 40 640                 |
| 9 | Ель-Ідва   | 15 875                 |